# No Surprises/Running from Demons
Albums de Radiohead
OK Computer
(1997) Airbag/How Am I Driving?
(1998)
No Surprises/Running from Demons est un EP du groupe anglais de rock alternatif Radiohead. Sorti le 10 décembre 1997, cet EP était destiné au marché japonais dans le but de promouvoir le groupe pour sa tournée japonaise de janvier 1998.

## Liste des morceaux
1. No Surprises – 3:49
2. Pearly* (remix) – 3:38
3. Melatonin – 2:08
4. Meeting in the Aisle – 3:07
5. Bishop's Robes – 3:23
6. A Reminder – 3:51

Meeting in the Aisle est le premier titre totalement instrumental de Radiohead.